# Ivan Bella
Ivan Bella (Brezno, 25 de mayo de 1964) es un aviador y cosmonauta eslovaco, oficial de la Fuerza Aérea Eslovaca.

## Biografía
Nación en Brezno, Checoslovaquia —actual Eslovaquia— en 25 de mayo de 1964.
Fue el primer ciudadano eslovaco en el espacio exterior. Participó en la jornada de nueve misiones conjuntas ruso-eslovaco-francesa de la estación espacial Mir en 1999. Pasó un tiempo en el espacio de 7 días, 21 horas y 56 minutos.
Está casado y tiene dos hijos.

## Carrera
- 1979-1983 - Bachillerato Militar (vojenské gymnázium Banská Bystrica)
- 1983-1987 - Universidad Militar de Aviación (Vysoká škola Vojenská letecká SNP Košiciach v)
- Desde 1983 - Licencia de piloto, más tarde licencia de piloto de combate
- Desde 1993 - Sirvió en los vuelos de la 33 base aérea de cazas Mig-21 y Su-22
- 1998-1999 - Misión espacial y entrenamiento en Rusia
- 1999 - retirado

## Misión Espacial
- 23 de marzo de 1998 - fue a Rusia para comenzar el entrenamiento para la misión espacial.
- Agosto de 1998 - Bella es seleccionado para el vuelo espacial
- 20 de febrero de 1999 - Voló en el Soyuz TM-29 en la expedición 27 a la estación espacial Mir como un cosmonauta de Investigación, junto con Víctor Mijáilovich Afanasyev y Jean-Pierre Haigneré, lanzado desde el cosmódromo de Baikonur.
- 28 de febrero de 1999 - Aterriza a bordo del Soyuz TM-28.